# Pavonia arabica
Pavonia arabica är en malvaväxtart som beskrevs av Ferdinand von Hochstetter och Ernst Gottlieb von Steudel. Pavonia arabica ingår i släktet påfågelsmalvor, och familjen malvaväxter.

## Underarter
Arten delas in i följande underarter:
- P. a. glutinosa
- P. a. massuriensis